# Steven Gerrard
Steven George Gerrard OIP (n. 30 mai 1980, Whiston, Merseyside, Knowsley, Anglia, Regatul Unit) este un fotbalist britanic retras din activitate, care a jucat pe post de mijlocaș la echipe ca Liverpool și LA Galaxy. Pe plan internațional, are prezențe la națională pentru Anglia U-21⁠(d) și Anglia. După încheierea carierei, a devenit antrenor, și a antrenat, printre altele, Rangers, Al-Ettifaq și Aston Villa.
În cariera de jucător, a evoluat pe postul de mijlocaș, fiind foarte versatil, cunoscut pentru șuturile sale de la distanță și pentru pasele reușite, numit un mijlocaș "din careu în careu", adică  face ambele faze, deși el a fost deseori utilizat ca mijlocaș dreapta, sau ca al doilea vârf.  În timpul carierei sale, a câștigat premii precum „Cel mai bun tânăr jucător din Anglia”, „Cel mai bun jucător din Anglia”, „Cel mai bun mijlocaș european”, „Cel mai valoros jucător din Premier League” (de două ori), și „Cel mai valoros jucător din UEFA Champions League”. A fost desemnat „Membru al ordinului britanic pentru contribuțiile sale fotbalistice în finala UEFA Champions League din 2005, și finala Cupei Angliei din 2006, când a fost esențial pentru revenirile echipei sale. A fost nominalizat de trei ori la categoria „Jucătorul anului” în 2005, 2006 și 2007. Pe 5 februarie 2008, a fost votat de către englezi, „Jucătorul englez al anului” pentru 2007.

## Liverpool

### Junioratul
Steven George Gerrard și-a început cariera la echipa locală Whiston Juniors. A fost observat de scouterii lui Liverpool când avea doar 8 ani, și s-a alăturat școlii de fotbal a lui Liverpool în 1987. A jucat câteva meciuri, însă creșterea întârziată l-a restricționat la doar 20 de partide în perioada 14-16 ani.
Când avea 14 ani, Gerrard a dat probe la câteva echipe, printre care rivala Manchester United. În autobiografia lui spunea că a făcut asta „doar ca să pună presiune pe Liverpool, pentru a-i oferi un contract”. În acest timp, a suferit un accident cu o furcă de grădină ruginită, în care își putea pierde piciorul.
Steven a semnat primul contract profesionist cu Liverpool pe 5 noiembrie 1997. Era plătit cu 700 de lire pe săptămână.

### 1998-1999: Debutul
Steven Gerrard și-a făcut debutul pentru Liverpool pe 29 noiembrie 1998, într-un meci cu Blackburn Rovers, înlocuindu-l pe Vegard Heggem. Primul său meci ca titular a fost în Cupa UEFA împotriva lui Celta Vigo. În urma accidentării lui Jamie Redknapp, Gerrard avea să joace 13 meciuri pentru Liverpool în acel sezon.

### 1999-2000: Prima echipă
Sezonul 1999-2000 l-a văzut pe managerul Gerard Houllier folosindu-l pe Gerrard ca partenerul lui Jamie Redknapp în linia mediană. După ce a fost titular timp de șase meciuri, Gerrard a fost trecut pe banca de rezerve în derbiul local cu Everton. Steven l-a înlocuit pe Robbie Fowler în minutul 66, însă avea să primească primul cartonaș roșu al carierei, după un fault asupra lui Kevin Campbell în minutul 90. Mai târziu în acel sezon, avea să marcheze primul său gol, într-o victorie cu 4-1 în fața lui Sheffield Wednesday.
Spatele său începea să îi cauzeze probleme. La acea vreme, mulți jurnaliști ziceau că fanii nu îl vor mai vedea pe Steven Gerrard refăcut complet. Însă managerul Gerard Houllier l-a dus la un specialist. După câteva vizite la celebrul consultant sportiv Muller-Wohlfarth, diagnosticul a fost că durerile lui Gerrard sunt un rezultat al creșterii accelerate, într-o perioadă scurtă de vreme. După tratament, el și Liverpool F.C. s-au asigurat că acele probleme nu vor reveni. Gerrard suferea atunci de probleme de creștere. I s-a spus că sunt necesare patru operații pentru această corectare. A fost trimis la un francez pentru tratament, de Gerard Houllier. A luptat din greu pentru a se recupera, și în curând, problemele de creștere au dispărut. S-a mai spus de asemenea că din cauza unei creșteri de șase centimetri în înălțime doar într-un an, corpul său a cauzat multe probleme. În tinerețe i s-a spus că va fi imposibil pentru el să joace două meciuri pe săptămână.

### 2000-2001: Tripla într-un sezon
Sezonul 2000-2001 i-a adus lui Gerrard primele sale trofee majore. A lăsat în spate problemele sale, și a jucat 50 de meciuri în prima echipă, marcând 10 goluri, iar Liverpool a câștigat Cupa Ligii și Cupa Angliei. În finala Cupei UEFA, în fața lui Alaves, Gerrard a marcat primul său gol important și Liverpool a câștigat cu 5-4. La finele sezonului, Gerrard a fost numit "Jucătorul tânăr al anului".

### 2001-2002: Influența creșterii
În urma sezonului din 2001, Gerrard începea să-și crească influența la Liverpool, și problemele sale au dispărut. A avut un rol important în sezonul 2001-2002 când Liverpool a reușit să termine pe locul doi în Premier League, cu cele mai multe puncte din ultimul deceniu. În timpul acestui sezon, Houllier a suferit atacuri cardiace serioase, care au rezultat la o operație pe inimă. La acea vreme, Liverpool părea că redevine o forță în fotbalul din Anglia, însă boala lui Houllier a făcut ca echipa să regreseze. Performanțele echipei scădeau radical, și numai Gerrard și Michael Owen reușeau să câștige meciuri, având momente de inspirație.

### 2002-2003: Câștigătorul Cupei Ligii
O perioadă, Gerrard a avut o formă scăzută, culminând cu schimbarea la pauză într-un meci de Champions League. După acel meci, Gerrard a fost subiectul lui Houllier de critică, antrenorul sugerând că acesta nu se mai concentrează la fotbal. Gerrard a menționat în autobiografia sa, că la sfârșitul mariajului părinților săi, și-a redirecționat atenția de la echipă. Gerrard și-a revenit repede din forma slabă, și a început din nou să se simtă influența sa în echipă. Sezonul a culminat cu o serie de performanțe pentru Gerrard, care a marcat primul gol din finala Cupei Ligii împotriva rivalilor Manchester United.

### 2003-2004: Căpitanul lui Liverpool
La începutul sezonului din 2003, Gerrard a devenit liderul lui Liverpool de pe teren, și a fost numit căpitanul echipei, înlocuindu-l pe Sami Hyypiä. Houllier i-a dat responsabilitatea lui Gerrard în octombrie 2003, probabil sperând că îi va inspira pe coechipierii săi, să își îmbunătățească performanțele, dar de asemenea să-l forțeze să se disciplineze - o tactică ce aparent a funcționat, întrucât în tot sezonul a luat doar două cartonașe galbene. Pe atunci colegul său, Michael Owen, în autobiografia sa, a spus, că faptul că Gerrard a fost numit căpitan, „i-a fost luată presiunea de pe umeri”. Gerrard a semnat un contract pe patru ani, cu plata de 60.000 de lire pe săptămână.
În timp ce Gerrard excela în postura de căpitan, echipa a continuat să evolueze slab, și sezonul 2003-2004 s-a încheiat fără trofee, și fără pic de optimism în privința viitorului lui Liverpool sub comanda lui Houllier. Pentru prima dată, era sugerată ideea ca Gerrard să părăsească Anfield-ul pentru a-și realiza potențialul. În acest sezon, Liverpool a reușit să ocupe un loc de Champions League în ultima etapă a campionatului. Oficialii lui Liverpool au decis că schimbarea lui Gerard Houllier este esențială. Acest lucru a condus la speculații cum că Gerrard ar dori să părăsească și el Anfield-ul, însă numirea lui Rafael Benitez l-a convins să rămână, să vadă ce poate aduce noul antrenor.

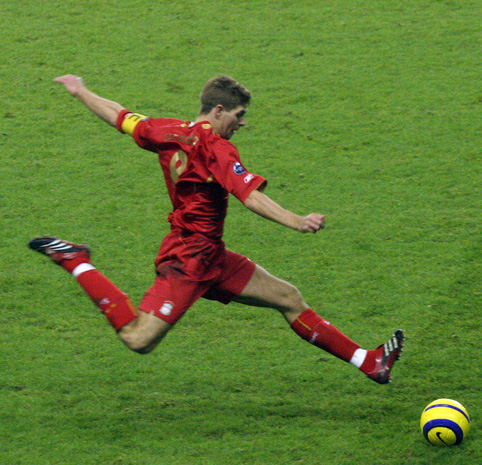
Steven Gerrard ṣutand pentru Liverpool

### 2004-2005: Câștigător UEFA Champions League
Rămânând la Liverpool, era important atât pentru club, cât și pentru jucător să aibă un sezon bun. Însă, la începutul sezonului, Liverpool se zbătea cu noul antrenor. Liverpool a fost dezavantajată de vânzarea lui Michael Owen la Real Madrid, și o accidentare serioasă a lui Djibril Cissé. Accidentările severe au afectat și restul echipei, inclusiv pe Gerrard. O accidentare la picior în fața rivalilor de la Manchester United pe 20 septembrie 2004, a făcut ca Gerrard să fie în afara terenului până în noiembrie 2004. Până atunci, clubul era deja în panică în Premier League, iar rămânerea în Champions League era sub semnul întrebării.
Liverpool trebuia ca în ultimul meci din grupă, să câștige la o diferență de două goluri, pentru a accede în optimile competiției. Gerrard a reușit să marcheze de la 25 de metri, în ultimele 5 minute împotriva grecilor de la Olympiacos Pireu, și a asigurat calificarea echipei. Rezultatul a fost cu atât mai impresionant, cu cât Liverpool era condusă la pauză cu 1-0. Liverpool se zbătea pentru goluri după plecarea lui Owen, și accidentarea lui Cissé. Însă au reușit o revenire dramatică, și au marcat de două ori, până ce Gerrard a asigurat calificarea mai departe. După meci, Gerrard a zis că a fost cel mai important, dacă nu cel mai bun gol pentru Liverpool până atunci.
Acest rezultat a schimbat sezonul european al lui Liverpool, cormoranii reușind să iasă învingători din dublele manșe cu Bayer Leverkusen, Juventus Torino și Chelsea, iar Gerrard fiind un jucător cheie spre finala UEFA Champions League. Oricum, în același timp, clubul a continuat să se chinuie în campionat, terminând doar pe cinci în Premier League, la mai mult de 30 de puncte de liderul Chelsea. Liverpool a ajuns în finala Carling Cup, însă au fost învinși de Chelsea cu 3-2 după prelungiri. Gerrard din nefericire a marcat un autogol cu capul în timp ce Liverpool conducea, cu 10 minute înainte de final. Aceasta s-a dovedit una dintre cele mai slabe perioade de pe Anfield, și încă odată, speculațiile presei îl dădeau ca și plecat la finele sezonului.

##### Finala de la Istanbul
Liverpool a jucat împotriva lui AC Milan în finala UEFA Champions League din 2005. Meciul începuse prost, iar la pauză Liverpool era condusă cu 3-0. Se părea că AC Milan avea trofeul deja. Rafael Benitez făcuse o sumedenie de tactici la pauză, cea mai importantă fiind introducerea lui Dietmar Hamann în locul lui Steve Finnan, ce îi permitea lui Gerrard să avanseze. Schimbările au fost un succes, și Liverpool a reușit una dintre cele mai faimoase reveniri din istoria fotbalului.
În doar șase minute din repriza a doua, Liverpool a marcat de trei ori, și a dus meciul la 3-3. Gerrard a dat drumul balului, după ce a marcat cu capul primul gol, din pasa lui John Arne Riise în minutul 54. După ce marcase, Gerrard le-a spus coechipierilor că încă mai au șanse să învingă. Două minute mai târziu, Vladimir Smicer a marcat golul doi al roșilor. Peste câteva momente, Gerrard a fost agățat în careu de către Gennaro Gattuso, și a obținut un penalti. Execuția lui Xabi Alonso a fost parată în primă fază, însă mingea a ricoșat la spaniol, și acesta nu a mai iertat.
Nu au mai fost goluri în timpul meciului. Liverpool avea să câștige la lovituri de departajare. Steven Gerrard devenea astfel al doilea tânăr căpitan, care câștiga Liga Campionilor (după Didier Deschamps). Gerrard nu a executat niciun penalti, deoarece el era desemnat să îl bată pe al cincilea, dar polonezul Jerzy Dudek a parat lovitura lui Andrei Șevcenko. Golul lui Gerrard l-a făcut să fie unul dintre cei doi jucători care au marcat atât într-o finală de Cupa UEFA, cât și de Liga Campionilor.
Gerrard a fost desemnat cel mai bun jucător din UEFA Champions League al sezonului 2004-2005. Era de asemenea în cursa pentru Balonul de Aur. Gerrard a fost desemnat a treia personalitate a sportului de către BBC, după Ellen MacArthur și Andrew Flintoff. A fost și al treilea la categoria Jucătorul anului în Europa.

### 2005-2006: Câștigătorul Cupei
Sezonul 2005-2006 a fost probabil cel mai impresionant. A marcat 23 de goluri în 53 de meciuri. În aprilie, Gerrard a primit cea mai mare distincție personală până atunci, când a fost votat jucătorul anului în Anglia, devenind primul jucător al lui Liverpool care câștiga, după John Barnes în 1988. Singura gafă a sa a fost o pasă către propriul portar, interceptată de Thierry Henry, care a marcat golul prin care Arsenal învingea pe Highbury.
Gerrard a reușit cu Liverpool să câștige Cupa Angliei. A marcat de două ori în finala împotriva lui West Ham United, astfel că Liverpool a reușit o egalare dramatică, ce a condus meciul spre prelungiri. Torpila de la 35 de metri, a fost desemnată drept cel mai frumos gol din istoria Cupei Angliei, și a fost numită, Golul sezonului al Omului Zilei. Gerrard a marcat și la lovituri de departajare.
Golurile sale din finala din 2006, l-au facut pe Gerrard să fie singurul jucător care marchează în toate finalele în care un jucător englez poate participa. El a înscris în finalele: Cupei Angliei (2006 vs. West Ham United), Cupei Ligii Angliei (2003 vs. Manchester United), Cupei UEFA (2001 vs. Deportivo Alaves) și Ligii Campionilor (2005 vs. AC Milan)

### 2006-2007
Liverpool a câștigat primul trofeu în 2006-2007, după ce a învins-o pe Chelsea cu 2-1 în Community Shield (Supercupa Angliei). Întrucât Gerrard a fost odihnit, Jamie Carragher a fost numit căpitan și a ridicat cupa; Gerrard l-a înlocuit pe Boudewjin Zenden după o oră de joc, așa că și-a mai adăugat o medalie la colecție.
Liverpool a avut un sezon slab pe plan intern. Au terminat pe trei în Premier League, cu 21 de puncte în spatele lui Manchester United, la egalitate cu ocupanta locului patru, Arsenal. În Cupa Angliei, au fost învinți de către Arsenal în runda a treia. În Cupa Carling, au fost din nou eliminați de către Arsenal în sferturi. Gerrard a marcat în acel meci, dar nu a putut preveni o înfrângere usturătoare cu 6-3 chiar pe propriul teren.
Liverpool s-a descurcat mai bine în Champions League. Au învins câștigătoarea și favorita la trofeu, FC Barcelona, și au jucat împotriva lui Chelsea în semifinale. În manșa secundă, Gerrard i-a pasat danezului Daniel Agger, care a egalat pentru Liverpool, iar la penaltiuri a izbutit să marcheze. Liverpool a înfruntat-o pe AC Milan în finală, însă nu a reușit să învingă, pierzând cu 2-1.

### 2007-2011: Perioada fără trofee
În meciul de deschidere al sezonului 2007-2008, în fața lui Aston Villa pe Villa Park, Steven Gerrard a asigurat lui Liverpool trei puncte valoroase, după ce a marcat dintr-o lovitură liberă de la 25 de metri în minutul 87, la doar două minute după ce Gareth Barry egalase pentru Villa dintr-un penalti. Victoria a fost prima din 2002 încoace, când Liverpool câștiga la deschiderea sezonului. În meciul cu Toulouse din preliminariile Champions League, Steven a fost înlocuit în minutul 65, din pricina unei posibile accidentări. Deși a fost confirmată accidentarea sa, Gerrard a insistat să joace împotriva lui Chelsea, patru zile mai târziu. Steven a jucat tot meciul, însă partida s-a terminat 1-1.
Pe 28 octombrie 2007, Steven Gerrard a jucat cel de-al 400-lea meci pentru Liverpool, marcând în minutul șase, însă Arsenal a reușit să egaleze printr-un gol al lui Francesc Fabregas în minutul 78. Gerrard a fost ales de către fani, jucătorul meciului. Pe 28 noiembrie 2007, Liverpool a învins-o pe FC Porto cu 4-1 în Champions League, iar Gerrard a marcat în minutul 83 din penalti. În decembrie 2007, casa lui Steven a fost spartă de hoți, lucru care avea să amâne petrecerea de Crăciun a lui Liverpool la care englezul a venit deghizat într-un bătrân cu handicap locomotor.
Gerrard a marcat în aproape fiecare meci de la începutul lui noiembrie, și marcând în Champions League împotriva lui Olympique Marseille, a devenit primul jucător al lui Liverpool de după John Aldridge din 1989, care a reușit să înscrie în șapte meciuri consecutiv.
Pe 13 aprilie 2008, și-a făcut cea de-a 300-a aparitie în Premier League, împotriva lui Blackburn Rovers, și a sărbătorit această ocazie, deschizând scorul. Liverpool s-a clasat pe locul patru la finele sezonului, și a ajuns până în semifinalele Ligii Campionilor, fiind eliminată de Chelsea. Gerrard a încheiat sezonul cu 22 de goluri marcate, și a nominalizat la categoria "Jucătorul anului în Anglia", împreună cu colegul său Fernando Torres. A fost de asemenea selecționat în "Echipa anului" pentru al cincilea an consecutiv, și al șaselea în total.
La începutul sezonului 2008–2009, Gerrard a suferit o intervenție chirurgicală în zona abdominală, operația derulându-se fără probleme, iar el a revenit rapid la antrenamente. La 20 septembrie, Gerrard a fost aproape de golul său cu numărul 100 la Liverpool, în meciul cu Stoke City, dar reușita sa a fost anulată pentru un ofsaid în care se afla Dirk Kuyt. A ajuns la această bornă 11 zile mai târziu, într-o victorie cu 3-1 contra lui PSV Eindhoven, în faza grupelor Ligii Campionilor.
La 10 martie 2009 a bifat meciul său cu numărul 100 în Europa în tricoul lui Liverpool, contra lui Real Madrid și a marcat două goluri în victoria cu 4-0. La patru zile după victoria impresionantă în fața Realului, Gerrard a transformat în premieră un penalti pe Old Trafford și a adus în avantaj pe Liverpool care a învins cu 4-1 pe Manchester United. După această perioadă excelentă, Zinédine Zidane l-a felicitat pe Gerrard, spunând că „nu atrage atenția precum Messi sau Ronaldo, dar eu îl consider cel mai bun jucător din lume” · . Pe 22 martie 2009, Gerrard a reușit primul său hat-trick în Premier League, contra lui Aston Villa, într-o victorie cu 5–0. La 13 mai 2009, Gerrard a fost desemnat fotbalistul anului de către Asociația Jurnaliștilor Sportivi din Anglia, devenind primul jucător de la Liverpool care primește acest trofeu după 19 ani. A încheiat sezonul 2009–2010 cu 12 goluri și nouă pase decisive în 46 de meciuri.
După acest sezon, Rafael Benítez a părăsit pe Liverpool, fiind înlocuit cu Roy Hodgson care i-a asigurat pe suporteri că Gerrard nu urma să fie vândut.

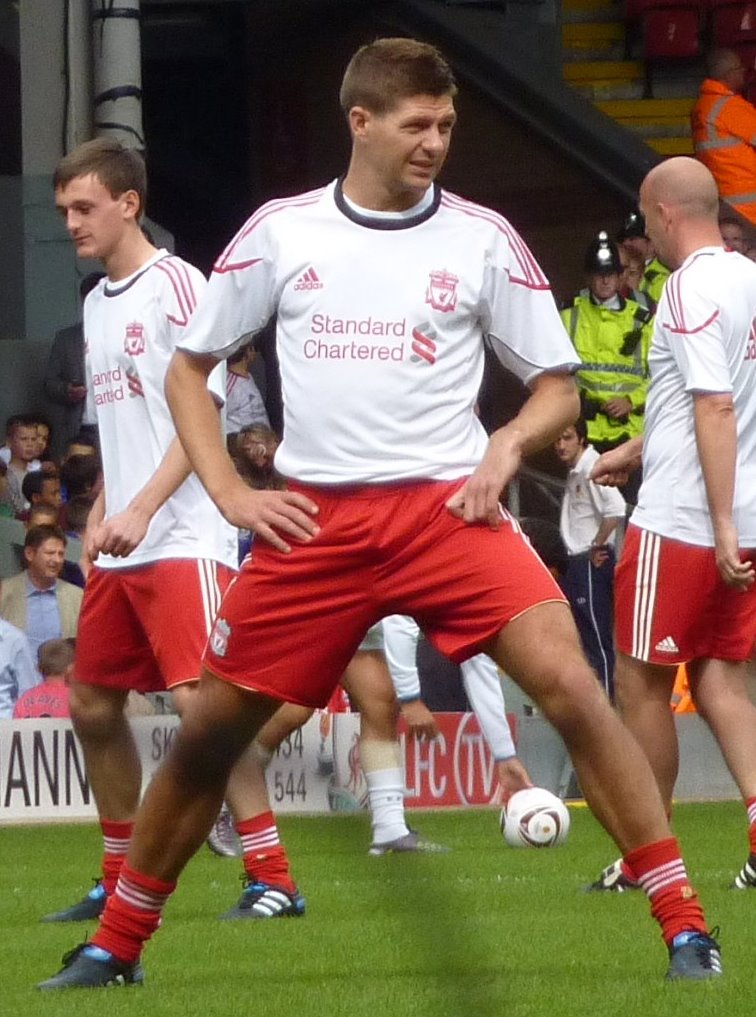
Gerrard în 2010.

Gerrard a înscris primul său gol din sezonul 2010–2011 dintr-un penalti într-un meci de calificare în Liga Europa contra echipei macedonene FK Rabotnicki, la 5 august 2010.
Următoarele sale goluri au venit pe 19 septembrie pe Old Trafford într-o înfrângere cu 3–2 împotriva lui Manchester United ; a marcat din penalty în minutul 64, apoi din lovitură liberă șase minute mai târziu când restabilea egalitatea în meci, scor 2-2. A înscris apoi și golul egalizator într-un 2-2 pe teren propriu cu Sunderland.Ulterior, Gerrard a reușit un hat-trick în repriza secundă contra lui Napoli, în Liga Europa, meci câștigat cu 3-1.
Gerrard a ratat debutul sezonului 2011–2012 din Premier League din cauza unei accidentări abdominale care deja îl ținuse în afara terenului în mare parte din sezonul 2010–2011. Gerrard a revenit printre titularii lui Liverpool în luna octombrie pe Anfield, contra marii rivale Manchester United. Gerrard a marcat unicul gol al echipei sale, dintr-o lovitură liberă, meciul încheindu-se egal, 1–1. La 29 octombrie, Gerrard a avut nevoie de un tratament pentru a depăși o infecție la glezna dreaptă. A ratat astfel meciul lui Liverpool cu West Bromwich Albion și pe cel cu Swansea, de asemenea nefiind prezent la echipa națională a Angliei la meciurile amicale cu Suedia și Spania. După o perioadă de recuperare mai lungă decât fusese estimată, Gerrard a reintrat pe teren la meciul cu Blackburn Rovers. La 30 decembrie, Gerrard a început pe bancă meciul cu Newcastle United, dar a intrat pe teren în repriza secundă și a marcat un gol.

### 2012-2015: Ultimii ani la Liverpool
Gerrard a ajutat pe Liverpool să ajungă în prima finală după șase ani și primul meci pe Stadionul Wembley după 18 ani, când Liverpool a învins pe Manchester City cu 3–2 în dublă manșă în semifinalele Cupei Ligii Angliei. Gerrard a marcat din penalti în ambele manșe. În finala programată pe 26 februarie 2012, Liverpool a învins pe Cardiff City la lovituri de departajare. On his 400th Premier League appearance for Liverpool, Gerrard scored a hat-trick to give Liverpool a 3–0 victory over rivals Everton in the Merseyside derby on 13 March.
Pe 13 martie 2012, la meciul său cu numărul 400 în campionat pentru Liverpool, Gerrard a semnat un hat-trick și a adus o victorie cu 3-0 pentru echipa sa contra rivalei Everton, în derby-ul Merseyside.
La 19 octombrie 2013, într-un meci din etapa a opta, contra lui Newcastle United, Steven Gerrard a marcat golul său cu numărul 100 în Premier League, într-o remiză, 2-2.
Gerrard a reușit o dublă pe Old Trafford contra lui Manchester United pe 16 martie 2014, într-o victorie a lui Liverpool cu 3-0.
A continuat seria de goluri în victoria cu 2-1 contra lui Sunderland, ajungând la șapte meciuri la rând cu gol marcat. Liverpool a luptat pentru titlul de campioană în sezonul 2013-2014. Luis Suárez a fost golgheterul echipei cu 31 de goluri, iar Steven Gerrard a înscris 13 goluri și a avut tot atâtea pase decisive, fiind cel mai bun pasator al sezonului în campionatul Angliei. Liverpool a încheiat însă pe locul doi, la două puncte în urma lui Manchester City. În antepenultima etapă a sezonului, pe teren propriu, contra lui Chelsea, echipă care nu a jucat cu cel mai bun 11, Gerrard a alunecat în momentul în care primea o pasă, iar Demba Ba de la Chelsea a profitat și a marcat, Liverpool cedând prima poziție în clasament în duelul cu Man.City · . După meci, Gerrard a explicat momentul respectiv : „Este responsabilitatea mea pentru această greșeală. Alunecarea mea a stricat finalul de sezon pentru club. Este prima și singura mea eroare din întreg sezonul”. 

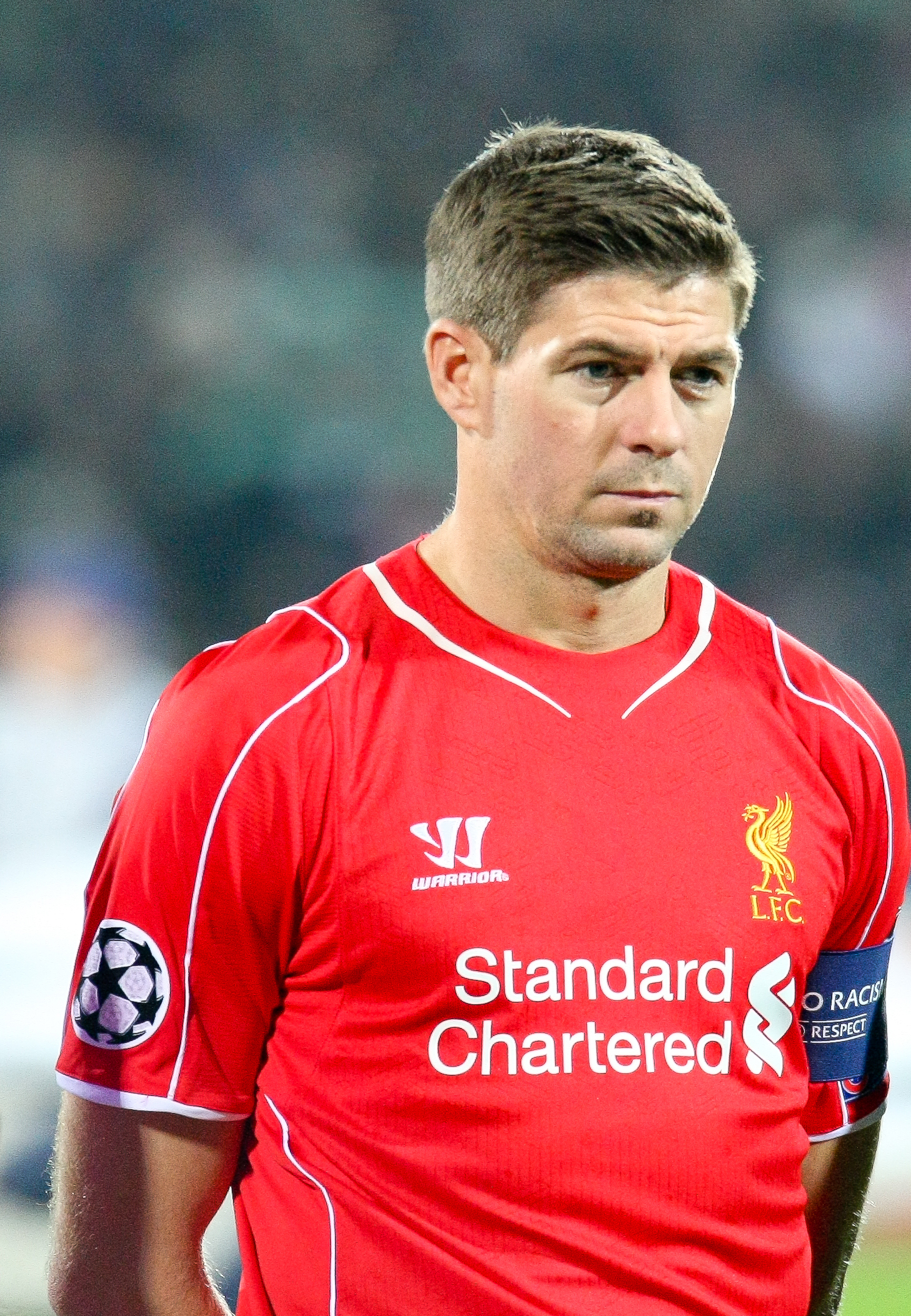
Gerrard în 2015, în ultimul său sezon la Liverpool.

La începutul sezonului 2014-2015, Gerrard a exclus retragerea din activitate, deși era ultimul său sezon din contractul cu Liverpool și a anunțat că dacă nu i se va prelungi contractul, atunci probabil va pleca la altă echipă. În ianuarie 2015, Liverpool a anunțat plecarea lui Gerrard, după 17 ani petrecuți la clubul la care s-a format. În martie, la meciul cu Manchester United, Gerrard a fost eliminat la mai puțin de un minut după ce intrase pe teren, în urma unei intrări dure asupra lui Ander Herrera. În aprilie 2015, la meciul dintre Liverpool și West Bromwich Albion, Gerrard a disputat a 550-a partidă din Premier League. Înaintea sa, doar Ryan Giggs și fostul său coleg Jamie Carragher mai depășiseră această bornă. La 16 mai 2015, Gerrard a disputat ultimul său meci pe Anfield, contra lui Crystal Palace (înfrângere cu 1-3). După meci, a declarat : „Am avut șansa să joc în fața a numeroși suporteri, dar voi ați fost cei mai tari”, referindu-se la cei 44673 de spectatori prezenți la meci. Le 24 mai 2015, pour son dernier match avec Liverpool, les rouges s'inclinent lourdement face à Stoke City (6-1).
După plecarea sa, banderola de căpitan a lui Liverpool i-a revenit lui Jordan Henderson.

### Final de carieră în Statele Unite (2015-2016)
După aproximativ 20 de ani petrecuți la Liverpool, Steven Gerrard s-a alăturat francizei americane Los Angeles Galaxy și a evoluat în Major League Soccer în a doua jumătate a sezonului 2015. Gerrard semnase contractul încă din ianuarie 2015, dar s-a alăturat noii echipe abia după finalul sezonului 2014-2015 în Anglia. Primul său meci oficial la echipa din Los Angeles a fost înregistrat la 15 iulie 2015 contra echipei Real Salt Lake (înfrângere cu 1-0) în sferturile de finală ale Cupei Statelor Unite, meci în care a intrat în minutul 46 în locul lui Ignacio Maganto. La 18 iulie 2015, a jucat primul său meci în MLS, contra echipei San José Earthquakes (victorie cu 5-2) și a oferit trei pase decisive, obținând de asemenea un penalti transformat de Robbie Keane, iar apoi marcând primul său gol în SUA. A jucat în 13 partide în sezonul regulat din 2015, marcând încă un gol, în victoria cu 3–2 contra lui FC Dallas din 27 septembrie.
După ce Galaxy a fost eliminată în play-off-ul sezonului 2015, de Seattle Sounders FC, Gerrard a anunțat că în 2016 se va retrage, specificând că i s-a părut extrem de dificil să parcurgă distanțele lungi la meciurile din deplasare în SUA și să joace la diverse altitudini și condiții meteo în țară.
La 22 octombrie 2016, a anunțat pe contul său de Instagram că părăsește pe Galaxy și se retrage din activitate. Ultimul său meci din carieră a fost disputat pe 6 noiembrie 2016, în play-off-ul MLS, contra echipei Colorado Rapids. Meciul a fost pierdut de Galaxy la lovituri de departajare. Gerrard a transformat prima execuție, dar ulterior Giovani dos Santos și Ashley Cole au ratat. Nouă zile mai târziu, a confirmat că va părăsi echipa la finalul contractului. Pe 24 noiembrie, Gerrard și-a anunțat retragerea din activitate, la vârsta de 36 de ani.

## Speculațiile unui transfer
Speculațiile presei în privința viitorului lui Steven Gerrard au fost răspândite timp de două sezoane, el fiind dorit de Chelsea cu insistență. În timpul verii din 2004, a fost abordat de Chelsea, dar a ales să rămână la Liverpool. Este cunoscut faptul că era să semneze cu clubul londonez, dar a fost convins să rămână de către familie și prieteni, și simțind ca fiind un localnic, ar fi regretat faptul că joacă pentru un alt club, și nu pentru Liverpool. Venirea lui Rafa Benitez a contribuit decisiv la decizia sa.
Imediat după finala din 2005, Gerrard a dat un pont presei, zicând: „Cum pot să plec după o noapte ca asta?”. Însă, în iulie, negocierile noului contract au fost întrerupte. Reporterii ziceau că Gerrard va părăsi pe Liverpool, și Chelsea iar a făcut o ofertă de 32 de milioane de lire sterline pentru jucător. În timpul acelui episod, Liverpool a insistat că vor ca Gerrard să rămână, însă pe 5 iulie, Gerrard a declarat public că vrea să plece.
Spre încântarea fanilor lui Liverpool, Gerrard și-a schimat opinia în ziua următoare și și-a dedicat viitorul clubului. De asemenea și-a cerut scuze suporterilor și a insistat ca să nu fie clauze în noul contract, pe care ar urma să îl semneze. S-a oferit și să renunțe la banderola de căpitan, însă Rafa Benitez i-a zis că nu este necesar. Pe 8 iulie, Gerrard a semnat un contract pe patru ani cu Liverpool, împreună cu colegul său Jamie Carragher.
În vara lui 2006, Gerrard a distrus orice speculatie, spunând public „Nu mă voi implica din nou în tot felul de speculații; Sunt fericit la Liverpool, și nu voi trece printr-o vară ca precedentele. Voi rămâne aici, până când cineva îmi spune că nu mă vrea.”
Înaintea finalei Champions League din mai 2007, Gerrard negocia un nou contract cu Liverpool, zicând: „Nu am fost mai fericit niciodată. Aș dori ca acest contract să fie semnat... Dorim să păstrăm toți jucătorii mari aici, așa că este foarte important ca toate contractele să fie prelungite, așa fel încât ei să rămână pentru mult timp.” Pe 4 mai 2007, Gerrard încasa 120.000 de lire săptămânal, un contract ce îl ține la Liverpool până la finalul carierei, deși contractul era până în 2009. Acest contract îl făcea cel mai bine plătit jucător englez. Asta a fost confirmat pe 4 iulie 2007, când Gerrard și coechipierul Jamie Carragher au semnat înțelegeri, care îi legau de Liverpool până în iulie 2011.

## Cariera internațională
Gerrard a debutat la echipa națională sub conducerea lui Kevin Keegan, împotriva Ucrainei pe 31 mai 2000. Trecuseră doar 18 luni, și avea doar 44 de meciuri de la debutul său pentru Liverpool. În acea vară, a fost convocat în echipa Angliei pentru EURO 2000. A fost o campanie nefericită pentru Anglia, Gerrard având doar o apariție, când l-a înlocuit pe Michael Owen după 61 de minute, în singura victorie a echipei, 1-0 contra Germaniei.

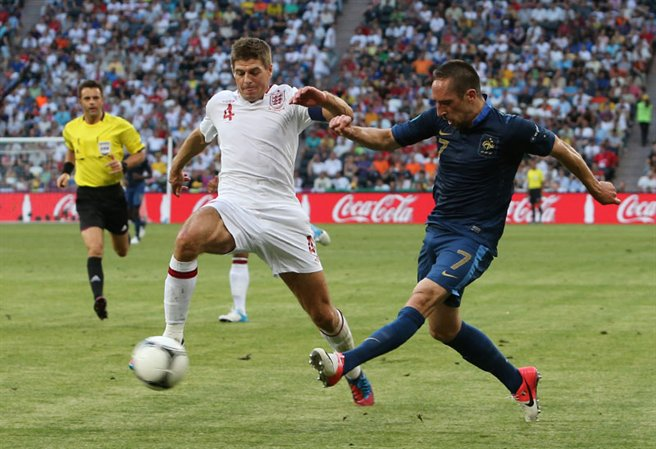
Gerrard în luptă cu Franck Ribéry la Euro 2012.

Gerrard a fost unul dintre cei trei jucători ai lui Liverpool (Michael Owen - 3 goluri, Emile Heskey - 1 gol), care au marcat în preliminariile Campionatului Mondial din 2002, împotriva Germaniei (victorie cu 5-1), acesta fiind primul său gol internațional. Anglia s-a calificat la Campionatul Mondial din 2002, însă Gerrard a fost forțat să iasă din echipă, din cauza operațiilor cu problemele de creștere. Această operație a pus capăt problemelor cu care Gerrard se confrunta din tinerețe.

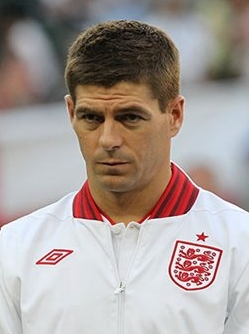
Gerrard la echipa națională a Angliei

Campionatul European din 2004, l-a găsit pe Gerrard ocupând un rol major în primul său turneu internațional important. În primul meci al Angliei, pasa înapoi a lui Gerrard a fost interceptată de Thierry Henry, care a fost agățat de David James în careu, fapt pentru care s-a acordat penalti pentru francezi. Zinedine Zidane a marcat o dublă, iar Franța câștiga cu 2-1. Anglia avea să câștige următoarele două partide, calificându-se mai departe, cu Gerrard marcând primul său gol la un turneu final, împotriva Elveției. Anglia a pierdut în runda următoare în fața țării gazdă, Portugalia, Gerrard fiind schimbat în minutul 81.
Gerrard a suferit o accidentare înaintea Mondialului din Germania, și i s-a sugerat să nu joace în meciul de deschidere. Totuși, a fost apt pentru prima sa apariție dintr-o Cupă Mondială, și a început cu o victorie în fața Paraguayului cu 1-0. Avea să marcheze de două ori în grupe - primul gol în victoria cu 2-0 a Angliei în fața lui Trinidad & Tobago, iar al doilea în fața Suediei. Gerrard a fost inițial odihnit pentru meciul final din grupă, în fața Suediei, ca o precauție împotriva acumulării celui de-al doilea cartonaș galben (luând unul în meciul cu Paraguay). Însă a intrat pe parcursul meciului și a marcat cu o lovitură de cap, golul de 2-2. Gerrard a fost unul dintre cei trei jucători ale căror penaltiuri au fost parate de portarul Portugaliei, Ricardo Perreira, în sferturi. Gerrard a terminat turneul, ca fiind golgheterul Angliei, cu două goluri.
Gerrard era unul dintre favoriții preluării banderolei de căpitan al Angliei, după ce David Beckham a renunțat. Cu 47 de selecții, Gerrard era un jucător mai experimentat decât oponentul său, John Terry (cu 29), însă Steve McClaren a ales să-i dea banderola fundașului lui Chelsea, iar Gerrard doar vice-căpitan. Pe 13 octombrie 2007, Gerrard a fost căpitanul Angliei pentru prima oară într-un meci oficial. Din cauza ratării calificării la Campionatul European, Steve McClaren a fost concediat de F.A., iar Fabio Capello a fost cel responsabil pentru acordarea căpităniei. El putea decide dacă John Terry rămânea căpitan, sau i-ar fi acordat-o lui Gerrard.

## Statistici
| Club          | Sezon         | Campionat           | Campionat | Campionat | Cupă    | Cupă   | Cupa Ligii | Cupa Ligii | Continental | Continental | Altele  | Altele | Total   | Total  |
| Club          | Sezon         | Divizie             | Meciuri   | Goluri    | Meciuri | Goluri | Meciuri    | Goluri     | Meciuri     | Goluri      | Meciuri | Goluri | Meciuri | Goluri |
| ------------- | ------------- | ------------------- | --------- | --------- | ------- | ------ | ---------- | ---------- | ----------- | ----------- | ------- | ------ | ------- | ------ |
| Liverpool     | 1998–99       | Premier League      | 12        | 0         | 0       | 0      | 0          | 0          | 1           | 0           | —       | —      | 13      | 0      |
| Liverpool     | 1999–2000     | Premier League      | 29        | 1         | 2       | 0      | 0          | 0          | —           | —           | —       | —      | 31      | 1      |
| Liverpool     | 2000–01       | Premier League      | 33        | 7         | 4       | 1      | 4          | 0          | 9           | 2           | —       | —      | 50      | 10     |
| Liverpool     | 2001–02       | Premier League      | 28        | 3         | 2       | 0      | 0          | 0          | 15          | 1           | 0       | 0      | 45      | 4      |
| Liverpool     | 2002–03       | Premier League      | 34        | 5         | 2       | 0      | 6          | 2          | 11          | 0           | 1       | 0      | 54      | 7      |
| Liverpool     | 2003–04       | Premier League      | 34        | 4         | 3       | 0      | 2          | 0          | 8           | 2           | —       | —      | 47      | 6      |
| Liverpool     | 2004–05       | Premier League      | 30        | 7         | 0       | 0      | 3          | 2          | 10          | 4           | —       | —      | 43      | 13     |
| Liverpool     | 2005–06       | Premier League      | 32        | 10        | 6       | 4      | 1          | 1          | 12          | 7           | 2       | 1      | 53      | 23     |
| Liverpool     | 2006–07       | Premier League      | 36        | 7         | 1       | 0      | 1          | 1          | 12          | 3           | 1       | 0      | 51      | 11     |
| Liverpool     | 2007–08       | Premier League      | 34        | 11        | 3       | 3      | 2          | 1          | 13          | 6           | —       | —      | 52      | 21     |
| Liverpool     | 2008–09       | Premier League      | 31        | 16        | 3       | 1      | 0          | 0          | 10          | 7           | —       | —      | 44      | 24     |
| Liverpool     | 2009–10       | Premier League      | 33        | 9         | 2       | 1      | 1          | 0          | 13          | 2           | —       | —      | 49      | 12     |
| Liverpool     | 2010–11       | Premier League      | 21        | 4         | 1       | 0      | 0          | 0          | 2           | 4           | —       | —      | 24      | 8      |
| Liverpool     | 2011–12       | Premier League      | 18        | 5         | 6       | 2      | 4          | 2          | —           | —           | —       | —      | 28      | 9      |
| Liverpool     | 2012–13       | Premier League      | 36        | 9         | 1       | 0      | 1          | 0          | 8           | 1           | —       | —      | 46      | 10     |
| Liverpool     | 2013–14       | Premier League      | 34        | 13        | 3       | 1      | 2          | 0          | —           | —           | —       | —      | 39      | 14     |
| Liverpool     | 2014–15       | Premier League      | 29        | 9         | 3       | 2      | 3          | 0          | 6           | 2           | —       | —      | 41      | 13     |
| Liverpool     | Total         | Total               | 504       | 120       | 42      | 15     | 30         | 9          | 130         | 41          | 4       | 1      | 710     | 186    |
| LA Galaxy     | 2015          | Major League Soccer | 13        | 2         | 1       | 0      | —          | —          | 0           | 0           | 1       | 0      | 15      | 2      |
| LA Galaxy     | 2016          | Major League Soccer | 21        | 3         | 0       | 0      | —          | —          | 2           | 0           | 0       | 0      | 23      | 3      |
| LA Galaxy     | Total         | Total               | 34        | 5         | 1       | 0      | —          | —          | 2           | 0           | 1       | 0      | 38      | 5      |
| Total carieră | Total carieră | Total carieră       | 538       | 125       | 43      | 15     | 30         | 9          | 132         | 41          | 5       | 1      | 748     | 191    |

1. 1 2 3  Appearance(s) in UEFA Cup
2. ↑  Fourteen appearances and one goal in UEFA Champions League, one appearance in UEFA Super Cup
3. 1 2 3 4 5 6 7 8  Appearances in UEFA Champions League
4. 1 2  Appearance in FA Community Shield
5. ↑  Appearances in FIFA Club World Championship
6. 1 2  Appearances in UEFA Europa League
7. ↑  Appearance in MLS Cup Playoffs
8. ↑  Appearances in CONCACAF Champions League

### Palmares
Liverpool
- Liga Campionilor: 2005
- Supercupa Europei: 2001; 2005
- Cupa UEFA: 2001
- Cupa Angliei: 2001; 2006
- Supercupa Angliei: 2001; 2006
- Cupa Ligii Angliei: 2001; 2003; 2012

### Premii individuale
- Fotbalistul FWA al Anului: 2009
- Jucătorul PFA al Anului: 2006
- Jucătorul PFA Young al Anului: 2001
- Fanii jucătorului PFA al Anului: 2001,2009
- Echipa PFA a Anului: 2001, 2004, 2005, 2006, 2007, 2008, 2009
- Jucătorul lunii FA Premier League: martie 2001, martie 2003, decembrie 2004, aprilie 2006, martie 2009
- Cel mai bun marcator al lui Liverpool: 2004-05,2005-06,2008-09
- Fotbalistul Anului al UEFA: 2005
- UEFA Champions League Final de Meci: 2005
- Echipa UEFA a Anului: 2005, 2006, 2007
- FIFA/Mondialul XI :2007, 2006, 2007
- Omul FA Cup Final de Meci: 2006
- Scopul sezonului: 2006
- Jucătorul Anului în Anglia: 2007
- Membru al Ordinului Imperial Britanic (MBE): 2007
- Bursa de Onoare de la Liverpool John Moores University: 2008
- Personalitatea BBC Sportivă a Anului locul 3: 2005

Gerrard a fost nominalizat în mai multe rânduri pentru Balonul de Aur și jucătorul mondial FIFA al Anului.

### FIFA Jucătorul Anului și al lumii
- 2001 - 28
- 2005 - 7
- 2006 - 12
- 2007 - 6
- 2008 - 6
- 2009 - 8[76]

## Altele
- Membru al Ordinului Britanic (MBE): 2007
- Bursa de onoare de la Liverpool John Moores University: 2008
- Personalitatea BBC Sportivă a Anului locul 3: 2005